# Geert Knigge
Geert Knigge (Loosdrecht, 1 februari 1950) is een Nederlands oud-hoogleraar strafrecht en strafprocesrecht aan de Rijksuniversiteit Groningen. Tegenwoordig is hij advocaat-generaal bij de Hoge Raad.

## Loopbaan
Knigge studeerde rechten aan de Rijksuniversiteit Groningen en was na zijn afstuderen verbonden als medewerker aan die universiteit. In 1984 promoveerde hij cum laude op een onderzoek naar de verandering van wetgeving. In 1987 volgde hij Thijs van Veen op als hoogleraar strafrecht en strafprocesrecht aan diezelfde universiteit. Dit werk bleef hij doen tot 1 juni 2005, toen hij ging werken als advocaat-generaal bij de Hoge Raad in Den Haag.
Samen met de Tilburgse hoogleraar Marc Groenhuijsen gaf hij sinds 1998 leiding aan het project Strafvordering 2001, dat inmiddels door het Ministerie van Justitie is overgenomen voor een grondige herziening van het strafprocesrecht.

## Onderscheiding
Op 27 april 2012 is Knigge onderscheiden als Ridder in de Orde van de Nederlandse Leeuw.